# Anthology Film Archives

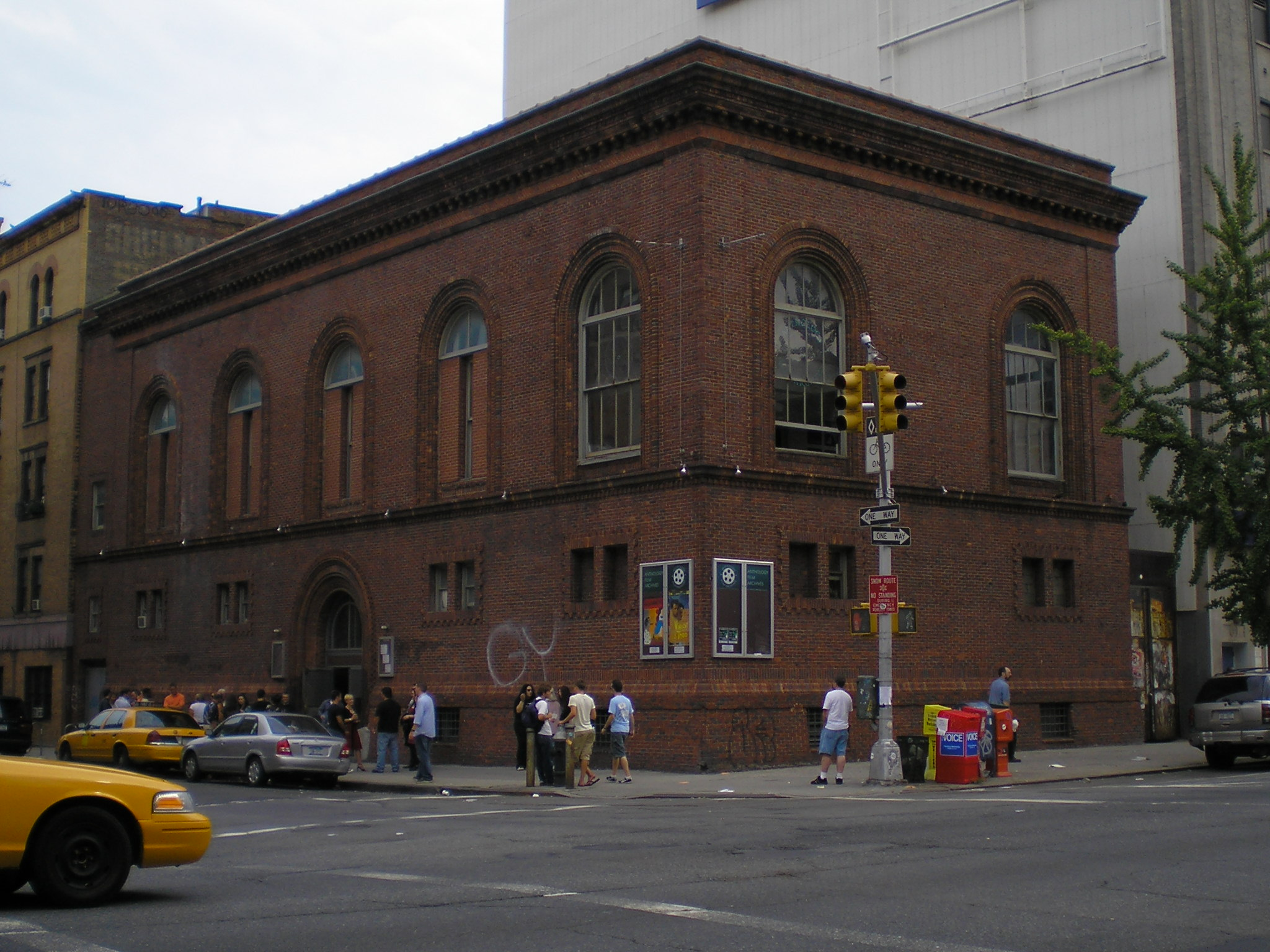
Anthology Film Archives

Anthology Film Archives ist ein von Filmemachern und -sammlern gegründetes unabhängiges Museum zu Bewahrung, Ausstellung und Studium der Filmkunst. Sein Sitz ist in New York City.
Ihren Ursprung hat die bis heute einzigartige Institution in den frühen 1960er Jahren, als Jonas Mekas, der in seiner Film-Makers’ Cinematheque aktuelle Experimentalfilme zeigte, den Plan zu einer dauerhaften Einrichtung für regelmäßige Vorführungen und zu einer Anlaufstelle für Filmemacher entwickelte. 1969 nahmen die Pläne konkrete Form an, als Mekas zusammen mit Jerome Hill, P. Adams Sitney, Peter Kubelka und Stan Brakhage ein Museum für Filmkunst konzipierte, das sich ausschließlich auf das Avantgarde-Kino konzentrieren sollte. Ein Organisationskomitee, bestehend aus Mekas, Kubelka, Adams Sitney, James Broughton und Ken Kelman trat zusammen, um eine repräsentative Auswahl von Filmkunstwerken (The Essential Cinema Repertory) zu treffen. Das Museum bot auch deutschen Filmemachern wie Rosa von Praunheim eine Plattform, ihre Filme in der Weltmetropole New York zu präsentieren. 
Am 30. November 1970 eröffnete Anthology Film Archives die Pforten in Joseph Papps Public Theater, 1974 zog man in die Wooster Street um, und schließlich fand man den endgültigen Standort 1979 in der Second Avenue von Manhattan, wo man ein ehemaliges Gerichtsgebäude erwarb. Das Haus verfügt heute über zwei Vorführsäle, eine Fachbibliothek und eine Restaurierungswerkstatt.
Die Fachbibliothek wurde 1998 von dem österreichischstämmigen Architekten Raimund Abraham entworfen.